# Arona
Arona er en by (og kommune) i regionen Piemonte i Italien, med omkring 13.694(2023) indbyggere. Byen ligger ved Lago Maggiore og har sine indtægter hovedsageligt fra turisme.
Blandt kendte bysbørn er Carlo Borromeo, der blev kåret til helgen i 1600-tallet. Der er rejst et kæmpemæssigt mindesmærke for ham, Gigantstatuen Carlo Borromeo, hvor der er adgang for publikum til statuens indre.